# Зјелонка
Зјелонка (пољ. Zielonka) град је у Пољској у Војводству мазовском. По подацима из 2012. године број становника у месту је био 17 394.

## Географија
Зјелонка је град у источној Пољској, који спада у приградска насеља Варшаве.

## Историја
Статус насеља Зјелонка је добила 1956. године, а статус града 1960. У граду се налази Војнонаучни институт. У Зјелонки је центар лаке индустрије: прехрамбене, текстилне и дрвне индустрије. У њој се налазе и бројне циглане.

## Демографија
| 2012.  |
| ------ |
| 17.394 |

## Саобраћај
У Зјелонки је велика друмска и железничка петља.
У њој се спајају регионални путеви:
- 631 правац Варшава-Зјелонка-Нови Двор Мазовјецки
- 634 правац Варшава-Зјелонка- Тлушч

Кроз град пролазе железничке пруге:
- Зјелонка-Тлушч- Бјалисток,
- Зјелонка-Варшава Рембертув,
- Зјелонка-Варшава Вилењска.